# الكسندر فاركاش
الكسندر فاركاش مخرج مجري الأصل، تعلم وتدرب في فرنسا، ثم جاء إلى مصر ليعمل بها، وبصحبته شقيقه المصور السينمائى «فرانسوا فاركاش»، وكان أول فيلم من إخراجه هو فيلم «بواب العمارة» عام 1935 وهو الفيلم الروائي الطويل الأول، الذي يقوم ببطولته الممثل على الكسار، كما قام أيضا بأعمال الديكور في نفس الفيلم.

## أعماله في الإخراج
فيلم «بواب العمارة» بطولة علي الكسار، وحامد مرسي، وجانيت حبيب، وعبد العزيز أحمد، عام 1935.
فيلم «بسلامته عايز يتجوز» بطولة نجيب الريحاني وعزيزة أمير عام 1936.

## وصلات خارجية
- الكسندر فاركاش على موقع IMDb (الإنجليزية)
- الكسندر فاركاش على موقع قاعدة بيانات الأفلام العربية
- الكسندر فاركاش على موقع دهليز
- الكسندر فاركاش على موقع كاروهات